# Mistrzostwa Świata w Kajakarstwie 1974
11. Mistrzostwa świata w kajakarstwie odbyły się w dniach 16–20 października 1974 w Meksyku, w dzielnicy Xochimilco. Były to pierwsze mistrzostwa świata w tej dyscyplinie sportu rozegrane poza Europą.
Rozegrano 15 konkurencji męskich i 3 kobiece. Mężczyźni startowali w kanadyjkach jedynkach (C-1) i dwójkach (C-2) oraz w kajakach jedynkach (K-1), dwójkach (K-2) i czwórkach (K-4), zaś kobiety w kajakach jedynkach, dwójkach i czwórkach. Liczba i rodzaj konkurencji nie zmieniły się od poprzednich mistrzostw.
Pierwsze miejsce w klasyfikacji medalowej wywalczyli reprezentanci Związku Radzieckiego.

## Medaliści

### Mężczyźni

#### Kanadyjki
| Konkurencja: | Złoto:                                      | Rezultat | Srebro:                                         | Rezultat | Brąz:                                        | Rezultat |
| C-1 500 m    | Serhij Petrenko                             | 2:03,23  | Klaus Zeisler                                   | 2:04,25  | Ivan Patzaichin                              | 2:04,31  |
| C-1 1000 m   | Wasyl Jurczenko                             | 4:33,23  | Klaus Zeisler                                   | 4:34,68  | Ivan Patzaichin                              | 4:39,39  |
| C-1 10 000 m | Tamás Wichmann                              | 49:48,47 | Wasyl Jurczenko                                 | 50:04,24 | Ivan Patzaichin                              | 51:29,91 |
| C-2 500 m    | ZSRR · Aleksandr Winogradow · Jurij Łobanow | 1:48,68  | Rumunia · Gheorghe Danielov · Gheorghe Simionov | 1:50,05  | Czechosłowacja · Tomáš Šach · Jiří Čtvrtečka | 1:50,73  |
| C-2 1000 m   | ZSRR · Vladas Česiūnas · Jurij Łobanow      | 4:02,85  | Polska · Jerzy Opara · Andrzej Gronowicz        | 4:05,29  | Rumunia · Cherasim Munteanu · Vasile Serghei | 4:06,92  |
| C-2 10 000 m | ZSRR · Vladas Česiūnas · Jurij Łobanow      | 47:12,07 | Węgry · Tamás Buday · Gábor Haraszti            | 47:39,16 | Francja · Alain Acard · Jean-Paul Cézard     | 47:45,86 |

#### Kajaki
| Konkurencja:  | Złoto:                                                                               | Rezultat | Srebro:                                                                                 | Rezultat | Brąz:                                                                                  | Rezultat |
| K-1 500 m     | Vasile Dîba                                                                          | 1:48,93  | Géza Csapó                                                                              | 1:49,25  | Grzegorz Śledziewski                                                                   | 1:50,50  |
| K-1 1000 m    | Géza Csapó                                                                           | 4:03,25  | Grzegorz Śledziewski                                                                    | 4:03,30  | Oreste Perri                                                                           | 4:05,98  |
| K-1 10 000 m  | Oreste Perri                                                                         | 47:02,02 | Aleksandr Szaparenko                                                                    | 47:04,95 | Péter Völgyi                                                                           | 47:07,21 |
| K-1 4 × 500 m | Rumunia · Vasile Dîba · Ernst Pavel · Atanasie Sciotnic · Mihai Zafiu                | 7:24,56  | ZSRR · Witalij Trukszin · Siergiej Czuchraj · Anatolij Kobrysow · Mikałaj Astapkowicz   | 7:25,36  | Polska · Ryszard Oborski · Grzegorz Śledziewski · Kazimierz Górecki · Andrzej Matysiak | 7:29,83  |
| K-2 500 m     | Polska · Ryszard Oborski · Grzegorz Śledziewski                                      | 1:39,11  | Węgry · József Deme · János Rátkai                                                      | 1:39,15  | NRD · Ulrich Hellige · Herbert Laabs                                                   | 1:39,22  |
| K-2 1000 m    | Węgry · Zoltán Bakó · István Szabó                                                   | 3:39,24  | ZSRR · Władimir Kozubin · Michaił Afanasijew                                            | 3:41,95  | NRD · Volkmar Thiede · Rüdiger Helm                                                    | 3:43,25  |
| K-2 10 000 m  | Rumunia · Ion Terente · Antrop Varabiev                                              | 42:17,09 | Belgia · Jos Broekx · Paul Stinckens                                                    | 42:29,87 | ZSRR · Konstantin Kostienko · Wiaczesław Kononow                                       | 43:07,34 |
| K-4 1000 m    | NRD · Herbert Laabs · Ulrich Hellige · Jürgen Lehnert · Bernd Duvigneau              | 3:16,38  | ZSRR · Jurij Fiłatow · Aleksandr Diegtiariow · Aleksandr Kuprikow · Mikałaj Astapkowicz | 3:16,90  | Węgry · József Deme · János Rátkai · Csongor Vargha · Csaba Giczy                      | 3:22,98  |
| K-4 10 000 m  | ZSRR · Leonid Dieriewianko · Nikołaj Gorbaczow · Mychajło Szurga · Anatolij Szarykin | 38:01,89 | Węgry · Csaba Giczy · István Szabó · Csongor Vargha · Zoltán Romhanyi                   | 38:33,55 | Polska · Ryszard Oborski · Kazimierz Górecki · Grzegorz Kołtan · Andrzej Matysiak      | 38:56,15 |

### Kobiety

#### Kajaki
| Konkurencja: | Złoto:                                                          | Rezultat | Srebro:                                                                  | Rezultat | Brąz:                                                                     | Rezultat |
| K-1 500 m    | Anke Ohde                                                       | 2:09,64  | Nina Gopowa                                                              | 2:13,33  | Maria Cosma                                                               | 2:15,80  |
| K-2 500 m    | NRD · Bärbel Köster · Anke Ohde                                 | 1:56,37  | Rumunia · Viorica Dumitru · Maria Nichiforov                             | 2:03,63  | Węgry · Ilona Tőzsér · Mária Zakariás                                     | 2:03,69  |
| K-4 500 m    | NRD · Ilse Kaschube · Bärbel Köster · Anke Ohde · Carola Zirzow | 1:40,46  | ZSRR · Nina Gopowa · Łarysa Kabakowa · Tatjana Korszunowa · Galina Kreft | 1:42,61  | Rumunia · Viorica Dumitru · Maria Nichiforov · Maria Cosma · Agafia Orlov | 1:43,41  |

## Klasyfikacja medalowa
| Miejsce | Państwo        | Złoto | Srebro | Brąz | Razem |
| ------- | -------------- | ----- | ------ | ---- | ----- |
| 1       | ZSRR           | 6     | 7      | 1    | 14    |
| 2       | NRD            | 4     | 2      | 2    | 8     |
| 3       | Węgry          | 3     | 4      | 3    | 10    |
| 4       | Rumunia        | 3     | 2      | 6    | 11    |
| 5       | Polska         | 1     | 2      | 3    | 6     |
| 6       | Włochy         | 1     | 0      | 1    | 2     |
| 7       | Belgia         | 0     | 1      | 0    | 1     |
| 8       | Czechosłowacja | 0     | 0      | 1    | 1     |
| 8       | Francja        | 0     | 0      | 1    | 1     |
|         | Razem          | 18    | 18     | 18   | 54    |